# Taylor Smith
Taylor Lynn Smith (Schertz, 23 luglio 1991) è un cestista statunitense, professionista in Europa.

## Carriera
Dopo l'high school trascorsa nella sua città, passa gli anni del college tra la McLennan e la Stephen F. Austin University, con cui in 64 partite in due anni gioca a 12,47 punti di media a quasi il 70% dal campo, 7,73 rimbalzi e 2,06 stoppate a partita. Grazie alle sue percentuali, durante il suo anno da senior viene nominato Southland Conference Player of The Year. Dopo il Draft NBA 2013 si trasferisce nell'A1 Ethniki con il Kolossos Rodi dove rimane per due anni. Nell'estate del 2015 viene ingaggiato dal Basket Ravenna in Serie A2. Viste le buone prestazioni, la società decide di rinnovarlo per un'altra stagione. Il 23 luglio firma un contratto con i BCM Gravelines, andando così a giocare nella Pro A francese. Il 27 giugno 2019 firma al Nanterre 92, rimanendo pertanto in Francia. Il 6 maggio 2020 lascia dopo tre anni il campionato francese, per passare alla società montenegrina del Mornar Bar.

## Statistiche

### College
| Anno      | Squadra         | PG | PT | MP   | TC%  | 3P% | TL%  | RP  | AP  | PRP | SP  | PP   |
| --------- | --------------- | -- | -- | ---- | ---- | --- | ---- | --- | --- | --- | --- | ---- |
| 2011-2012 | SFA Lumberjacks | 32 | 3  | 19,2 | 70,1 | -   | 35,2 | 6,3 | 0,3 | 0,4 | 1,3 | 9,2  |
| 2012-2013 | SFA Lumberjacks | 32 | 32 | 33,8 | 69,4 | -   | 47,3 | 9,2 | 1,8 | 1,0 | 2,8 | 15,7 |
| Carriera  | Carriera        | 64 | 35 | 26,5 | 69,7 | -   | 42,6 | 7,7 | 1,0 | 0,7 | 2,1 | 12,4 |

### Eurocup
| Anno      | Squadra     | PG | PT | MP   | TC%  | 3P% | TL%  | RP  | AP  | PRP | SP  | PP  |
| --------- | ----------- | -- | -- | ---- | ---- | --- | ---- | --- | --- | --- | --- | --- |
| 2019-2020 | Nanterre 92 | 10 | 4  | 20,7 | 57,6 | 100 | 55,9 | 5,4 | 0,9 | 1,0 | 1,1 | 8,8 |
| 2020-2021 | Mornar Bar  | 16 | 3  | 24,5 | 67,4 | -   | 54,3 | 6,3 | 1,0 | 0,8 | 1,6 | 8,8 |
| Carriera  | Carriera    | 26 | 7  | 23,0 | 63,5 | 100 | 55,0 | 6,0 | 1,0 | 0,9 | 1,4 | 8,8 |